# Mercedes Brignone

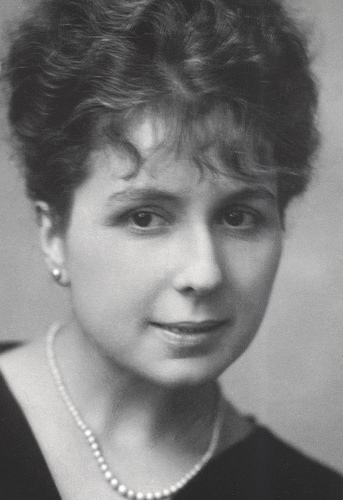
Mercedes Brignone

Mercedes Brignone (* 18. Mai 1884 in Madrid; † 24. Juni 1967 in Mailand) war eine italienische Schauspielerin.

## Leben
Brignone gehört zu einer Künstlerfamilie: Die Eltern sind die Schauspieler Giuseppe und Adelaide Andriani, ihr Bruder der Filmregisseur Guido Brignone; somit ist sie Tante der Schauspielerin Lilla Brignone. Mit vierzehn Jahren debütierte sie im Ensemble, das ihr Vater mit Pia Marchi Maggi zusammen gegründet hatte. Bald wurde sie für den Rollentypus „Geliebte“ bei Teresa Mariani verpflichtet, dann spielte sie ab 1901 bei Giuseppe Sichel, um in der folgenden Spielzeit zu Ferruccio Garavaglia zu wechseln. 1904 gründete sie mit Uberto Palmarini die Schauspielkompagnie „M.B. & Soci“; ihn heiratete sie auch im Mai dieses Jahres. Von 1906 bis 1908 war sie erste junge Dame bei Oreste Calabresi/E. Severi, im Folgejahr bei Flavio Andò/Evelina Paoli/Antonio Gandusio. Schließlich unterschrieb sie 1912 einen Vertrag bei der „Società degli Autori“, wo sie unter Giannino Antona Traversi spielte.
Ab 1913 blieb  Brignone etwa zehn Jahre der Bühne fern und spielte ausschließlich in Filmen der Produktionsgesellschaft „Milano Film“, beginnend mit Il rubino del destino 1914 und endend mit Maciste e il nipote d'America 1924. Dabei drehte sie mehrmals mit ihrem Bruder. Ruggero Ruggeri holte sie zurück auf die Bühne, wo sie nun in Mutterrollen mit Ernesto Sabbatini/Prospero Fontana ab 1926, mit dem Ensemble des „Teatro d'Arte“ 1928, erneut mit Ruggeri und ab 1932 mit Roberto Lupi/N. Pescatori/Paola Borboni zu sehen war. Seit 1930 hatte auch der Film wieder angefragt; rund zwanzig Tonfilme spielte sie noch, fast alle bis zum Ende des Zweiten Weltkrieges. Im Theater war sie nun mit unterschiedlichen Kollegen auf der Bühne, mit Kiki Palmer, Renzo Ricci, Ernesto Calindri und anderen. Nach dem Krieg war sie bei Evi Maltagliati/Salvo Randone/Tino Carraro und anderen Ensembles unter Vertrag. Diverse Fernsehauftritte runden 1959 bis 1964 ihr Gesamtschaffen ab.

## Filmografie (Auswahl)
- 1912: Il marito in campagna (Kurzfilm)
- 1914: Dem Abgrund entgegen (La corsa dell'abisso)
- 1941: Prinzessin Aschenbrödel (Cenerentola e il signor Bonaventura)
- 1965: Le inchieste del commissario Maigret (Fernsehserie, eine Folge)